# Strange Trails
Strange Trails è il secondo album in studio della band indie rock Lord Huron. È stato pubblicato da PIAS Recordings il 7 aprile 2015 nel Regno Unito e da Iamsound il giorno successivo negli Stati Uniti. L'album ha ricevuto recensioni positive da critici musicali ed è arrivata in cima alle classifiche in Belgio, Regno Unito, Stati Uniti e Canada.

## Tracce
Testi e musiche di Ben Schneider.
1. Love Like Ghosts – 3:44
2. Until the Night Turns – 3:47
3. Dead Man's Hand – 4:21
4. Hurricane (Johnnie's Theme) – 2:46
5. La Belle Fleur Sauvage – 5:41
6. Fool for Love – 4:34
7. The World Ender – 4:30
8. Meet Me in the Woods – 4:22
9. The Yawning Grave – 3:12
10. Frozen Pines – 3:57
11. Cursed – 3:58
12. Way Out There – 4:10
13. Louisa – 3:09
14. The Night We Met – 3:28

Durata totale: 55:39